# Provincia di Oum el-Bouaghi
La provincia di Oum el-Bouaghi è una delle 58 province dell'Algeria, suddivisa in 12 distretti, questi ultimi a loro volta suddivisi in 29 comuni.
Prende il nome dal suo capoluogo Oum el-Bouaghi. Altre città importanti della provincia sono Aïn Fakroun, Aïn Babouche, Aïn M'lila, Aïn Beïda e Aïn Zitoun.

## Popolazione
La provincia conta 621.612 abitanti, di cui 314.084 di genere maschile e 307.527 di genere femminile, con un tasso di crescita dal 1998 al 2008 del 1.9%.

## Geografia antropica

### Suddivisioni amministrative

1. Distretto di Oum El Bouaghi•
2. Distretto di Aïn Babouche•
3. Distretto di Ksar Sbahi•
4. Distretto di Aïn El Beida•
5. Distretto di Fkirina•
6. Distretto di Aïn M’Lila•
7. Distretto di Souk Naamane•
8. Distretto di Aïn Fakroun•
9. Distretto di Sigus•
10. Distretto di Aïn Kercha•
11. Distretto di Meskiana•
12. Distretto di Dhalaa•

Nella tabella sono riportati i comuni della Provincia, suddivisi per distretto di appartenenza.
| Distretto                   | Comune                                       |
| --------------------------- | -------------------------------------------- |
| Distretto di Oum el-Bouaghi | Oum el-Bouaghi · Aïn Zitoun                  |
| Distretto di Aïn Babouche   | Aïn Babouche · Aïn Diss                      |
| Distretto di Ksar Sbahi     | Ksar Sbahi                                   |
| Distretto di Aïn Beïda      | Aïn Beïda · Zorg · Berriche ·                |
| Distretto di Fkirina        | Fkirina · Oued Nini                          |
| Distretto di Aïn M'lila     | Aïn M'lila · Ouled Gacem · Ouled Hamla       |
| Distretto di Souk Naamane   | Souk Naamane · Bir Chouhada · Ouled Zouaï    |
| Distretto di Aïn Fakroun    | Aïn Fakroun · El Fedjouz Boughrara Saoudi    |
| Distretto di Sigus          | Sigus · El Amiria                            |
| Distretto di Aïn Kercha     | Aïn Kercha · El Harmilia · Hanchir Toumghani |
| Distretto di Meskyana       | Meskyana · Behir Chergui · El Belala · Rahia |
| Distretto di Dhalaa         | Dhalaa · El Djazia                           |